# Gorgyrella inermis
Gorgyrella inermis is een spinnensoort uit de familie van de valdeurspinnen (Idiopidae).
De wetenschappelijke naam van de soort werd in 1917 gepubliceerd door Richard William Ethelbert Tucker.